# ثناء الله عيسى خان المدني
ثناء الله عيسى خان المدني (1360- 1442 هـ/ 1940- 2021 م)، محدِّث مسنِد باكستاني، وعالم مصنِّف، مفتي عموم أهل الحديث في باكستان. يُلقَّب بالحافظ، أي حافظ القرآن الكريم باصطلاح أهل بلادهم. وبالمَدَني نسبة إلى مكان تخرُّجه، في الجامعة الإسلامية بالمدينة المنورة.

## نشأته
وُلد أبو النصر، ثناء الله بن عيسى خان بن إسماعيل خان الكَلَسوي ثم اللاهَوْري، في قرية «كَلَس» قرب مدينة لاهَوْر في البَنْجاب، سنة 1360هـ/ 1940م. حفظ القرآن الكريم وعمره دون 13 سنة، ودرس في جامعة أهل الحديث بلاهور.
التحقَ بالجامعة الإسلامية في المدينة النبوية مع أفواجها الأولى في كلية الشريعة سنة 1383هـ، وتخرَّج فيها بامتياز سنة 1388هـ، ومن زملائه فيها الشيخ محمد لقمان السلفي. 
ثم حصل من جامعة البَنْجاب على شهادة (ماجستير) سنة 1393هـ/ 1973م، ثم على شهادة التخصُّص في اللغة العربية عام 1394هـ.

## شيوخ الدراية
قرأ القرآن على القارئ المشهور خدا بخش، عن تاج الدين الحنفي. ولازم شيخه عبد الله الروبري شيخ السنَّة في باكستان.
وأخذ في المدينة على المشايخ: عبد العزيز بن باز، ومحمد ناصر الدين الألباني، ومحمد الأمين الشِّنقيطي، وعبد المحسن العَبَّاد، وعبد الله الغُنيمان، وعبد الغفار حسن الرحماني، وحمَّاد الأنصاري، ومحمد الغُونْدَلوي، وتقي الدين الهلالي، والمختار الشنقيطي، ومحمد أمان الجامي، وعطية محمد سالم، وغيرهم.
قال ثناء الله: محمد الأمين الشنقيطي درسنا عليه أصول الفقه، وكنا نجلس في دروسه في المسجد النبوي في التفسير. أمَّا محمد المختار الشنقيطي، فقد قرأنا عليه الكثير، في الفقه والتفسير فتح القدير، والنحو، وغيرها.
وحضر دروس المفتي محمد بن إبراهيم آل الشيخ في الرياض وقت العطلة أيام الدراسة في الجامعة الإسلامية. وكان أقربَ المدرِّسين إلى الطلَّاب الشيخ محمد ناصر الدين الألباني، ويحبُّونه لأجل علم الحديث، ويأخذون منه، وإذا انتهى الدرس يخرج الطلبة من الفصول ويجلسون عنده، ولا يذهبون إلى الاستراحة.

## أعماله
مدير التعليم في الجامعة السلفية في فيصل آباد، ثم أصبح شيخ الحديث جامعة لاهَوْر الإسلامية. وعمل في لجنة التوعية الإسلامية في الحج، وكان مبعوثاً من وزارة الشؤون الإسلامية السعودية.
لقب بلقب مفتي لاهَوْر. ثم أصبح مفتياً لعموم أهل الحديث في باكستان سنة 1428 هـ بعد أن كانت معطلة منذ مدة طويلة.
قال ثناء الله: عند كتابة الفتاوى أراجع دائماً فتاوى ابن باز وابن عثيمين واللجنة الدائمة وشمس الحق العظيم آبادي ونذير حسين والروبري، وإذا كان هناك تردد في المسألة، أتوقف حتى يظهر لي شيء.
وله نشاط كبير في التدريس والدعوة، فقد أنشأ مدرسة للتحفيظ في جامع خالد بن الوليد، استفاد منها عشرات الآلاف.
وبنى مركز أنصار السنّة سنة 1415، وهو مركز كبير وجمع له كبار المدرسين ذوي العلم والخبرة، ويحوي مكتبة جيدة، ويكفل الطلاب المتميزين للتخصص والدراسات العليا فيه.
وساهم في إنشاء جامعة محمد بن عبد الوهاب في لاهور.
وله حضور في المؤتمرات العلمية والدعوية داخل باكستان وخارجها.
وله أيضاً جهود كبيرة في نشر التوحيد والسنة في الجاليات الباكستانية والهندية بأمريكا وأوروبا.
وهو عضو في مجمع فقهاء الشريعة بأمريكا، وجريدة الاعتصام الأسبوعية بلاهور، ومجلس التحقيق الإسلامي بها.
واختص يوم الخميس لكتابة الفتاوى.
وهو خطيب الجمعة في قريته سرهالي.
وأولى من يوصل مسلسل الحفاظ من طريقه في وقتنا هو عن: ثناء الله، عن شيخه الروبري، عن الغزنوي، عن نذير حسين بسنده المعروف. هذا قاله كبار المعتنين بالرواية، مثل صالح العصيمي، وصلاح الشلاحي، ومحمد زياد التُّكْلة.
وقال محمد زياد التُّكْلة: ثناء الله ويونس الجَوْنْفُوري أعلى من وصف بالحفظ في عصرهما.

## شيوخه في الرواية
1. عمدته هو عبد الله الروبري (ت1384):[2] لازمه ثماني سنوات قبل التحاقه إلى الجامعة الإسلامية، ومما قرأ عليه: كتب الحديث السبعة، بعضها غير مرة، وكثيراً من كتب الحديث كبارها وصغارها، ومن ذلك: الأدب المفرد، وخلق أفعال العباد، وجزء رفع الدين، وجزء القراءة خلف الإمام، كلها للبخاري، والشمائل للترمذي، ورسالة أبي داود لأهل مكة، ومسند الشافعي، والرسالة له، ومسانيد الطيالسي، والحميدي، وأحمد، وعبد بن حميد، والدارمي، والإيمان لابن أبي شيبة، ومنتقى ابن الجارود، ومعجم الطبراني الصغير، وبعض صحيح ابن خزيمة، وعلوم الحديث لابن الصلاح، والأربعون النووية، وألفية العراقي، ونزهة النظر، وبلوغ المرام، وتفسير جامع البيان للإيجي، والأمم للكوراني، ورسائل الشاه ولي الله الثلاثة: الفضل المبين، والنوادر، والدر الثمين، والتوحيد لمحمد بن عبد الوهاب، بل قال ثناء الله: قرأت عليه جميع الكتب الموجودة.
  - ويروي الروبري عن عبد الجبار الغزنوي، وعبد المنان البنارسي، وحسين بن محسن الأنصاري.
  - وقال ثناء الله: قرأنا على شيخنا الروبري الكتب الموجودة آنذاك، خصوصا الأصول (الأمات) الست، وأصول الحديث، وأصول التفسير، وغير ذلك، قرأت عليه الكتب السبعة كاملة، وكثير، منها الدارمي والشمائل، وكنت معه في الدراسة وخارجها، كل حين معه، كنا نجلس في درسه من بعد صلاة الفجر حتى العصر، وأحياناً بعد صلاة المغرب والعشاء، وأنهينا صحيح مسلم نصف الليل، ومشكاة المصابيح الثامنة ليلا عند العشاء.
  - وقال: أعلم من لقيت عبد الله الروبري، ما رأيت مثله أحداً، وهو فوق ابن باز والألباني، هما بعده، درجته عالية جداً، في علوم الحديث وتحقيق المسائل ما وجدنا مثله، كان بحراً، على عبادته، كان يصوم يوماً ويُفطر يوماً، ويبكي عند تدريسه، وتوفي عمره ثمانين أو فوق الثمانين.
2. حماد بن محمد الأنصاري المدني (ت1418): قرأ عليه الكثير في مجالسه، في الحديث، وأصوله، والأسانيد، وما إلى ذلك، ولازمه زمن دراسته في المدينة، وهو ممن استفاد منه هناك، واستفاد من مكتبته. ومرويات حماد الأنصاري مذكورة في «المجموع في ترجمة الشيخ العلامة المحدّث حماد الأنصاري». قال ثناء الله: كنا يومي الخميس والجمعة خاصة نجلس معه في مكتبته، ونقرأ عليه ونبحث معه المسائل.
3. عبد الحق بن عبد الواحد الهاشمي المكي (ت1392): حضر دروسه في الحرمين، وله ثبت مختصر معروف بـ (إجازة الرواية). وكان يجلس معه في الحرم والبيت.
4. تقي الدين الهلالي (ت1407): سمع منه الأولية، وأطال مجالسته في المدينة.
5. الحافظ محمد الغوندلوي: قرأ عليه قطعة من أول البخاري في المسجد النبوي.[3]

## تلامذته من العرب
أخذ عنه كثيرون، فقد أقرأ الكتب السبعة وغيرها في الكويت، وأقرأ البخاري والمسند وغيرهما في الدوحة، وأقرأ المسند وغيره في الرياض، وكذلك في المدينة، والسنن في مكة. والآخذون عنه من العرب كثير، وفي إحدى دورات البخاري عليه في الكويت كان عددهم فوق الألف، ومن الآخذين المكثرين عنه عددٌ من الأعيان، مذكور بعضهم في ثبت الكويت.

## مجالس قراءة وسماع كتب الحديث بدعوة منوزارة الأوقاففيالكويت(1428- 1432 هـ)
حصلت بمساعي فيصل العلي باستشارة محمد زياد التكلة، وابتدأت بثناء الله وعبد الوكيل بن عبد الحق الهاشمي، وقرئ عليهما فيها الصحيحان مرتين، وبقية السبعة، وغيرها كثير، وكان محمد زياد التكلة هو القارئ الرئيس في تلك المجالس.
وكانت دورة قراءة كتب مصطلح الحديث سنة 1430 هـ، قرئ عليه فيها الكثير من كتب المصطلح. والقائم عليها مجلة الوعي الإسلامي.
وآخر دورة هي مجالس صحيح ابن خزيمة سنة 1432 هـ.
وكانت وزارة الأوقاف الكويتية قد أحدثت سبقاً بإحيائها لمجالس سماع الحديث الشريف وصرحت بذلك الصحف اليومية.

## مصنفاته
1. الفتاوى، في 4 مجلدات كبار، الأول في العقائد في 900 صفحة، بالأردية، وكتاب الصلاة في مجلد.
2. جائزة الأحوذي في التعليقات على سنن الترمذي، شرح متوسط مختصر، وأحياناً مطوّل. فرغ منه يوم الأربعاء 16/ 02/ 1425 هـ الموافق 07/ 04/ 2004 م. وطبع في 4 مجلد في السنوات 1426- 1428 هـ = 2005- 2007 م عن إدارة البحوث الإسلامية بالجامعة السلفية في بنارس بالهند بالتعاون مع جمعية إحياء التراث الإسلامي في الكويت.
3. الوصائل شرح الشمائل مستقل حوالي 600 صفحة في مجلدين.
4. الحواشي على البخاري ووصل فيه إلى كتاب الصيام.[6]
5. تذكرة الجهابذة الدرري في سند ثناء اله المدني.[7]

## من فوائده
قال: درّست وأقرأت البخاري أكثر من 45 مرة للرجال وللنساء. (وهذا قاله سنة 1428).
وقال: في شروحنا لا أعتمد على ابن حجر فقط، وأزيد عليه كثيراً، وأحياناً لا نوافقه في المسائل.
وقال: العادة في الشرح أنني أُمضي سنتين في البخاري، ومرة شرحته في 5 سنوات. (وهذا قاله سنة 1423).
وقال: أسست مركز الأنصار للتخصص في العلوم الشرعية، نختبر المتخرجين من الجامعة، ونأخذ المتميزين وندربهم، وهو مستقل عن الجامعة.
والآن أدرّس البخاري في جامعة لاهور الإسلامية من مدة طويلة، وأتولى رئاسة الإفتاء من سنة 1970م.

## وفاته
توفي ضحى الأحد 25 جمادى الآخرة 1442 هـ الموافق 7 فبراير 2021 م، عن اثنين وثمانين سنة.